# Soso (motor de búsqueda)
Soso (Chino: 搜搜 ; Sōusōu) fue un motor de búsqueda chino propiedad de Tencent Holdings Limited, el cual es también conocido por sus otras creaciones como Pengyou WeChat y QQ. El 1 de octubre de 2012, Soso fue ubicado como el 33.º sitio web más visitado en el mundo, el 11.º sitio web más visitado en China, y el número ocho sitio web más visitado en Corea del Sur, según Alexa Internet.
En septiembre de 2013, Tencent invirtió en Sogou, una filial de Sohu. Al llegar a este punto, Soso interrumpió servicios y ahora redirige a "Sogou Búsqueda". Sogou también tiene resultados de búsqueda en inglés el cual es coadyuvado por Bing.